# Gobierno de Beiyang
El Gobierno de Beiyang o gobierno de los señores de la guerra, a veces también conocida como Primera República de China, fue el gobierno internacionalmente reconocido de la República de China entre 1912 y 1928, con sede en Pekín. Estaba dominado por los generales del Ejército de Beiyang, de ahí su nombre.
El general de Beiyang, Yuan Shikai, brindó a Sun Yat-sen el apoyo militar necesario para derrocar a la dinastía Qing y establecer la República de China en 1912. Gracias a su control del ejército, Yuan logró dominar rápidamente la nueva República. Aunque el gobierno y el Estado estaban nominalmente bajo control civil según la Constitución de la República, Yuan y sus generales estaban efectivamente a cargo. Tras la muerte de Yuan en 1916, el ejército se dividió en varias facciones de caudillos militares que competían por el poder, lo que dio lugar a un período de guerra civil conocido como la era de los señores de la guerra. No obstante, el gobierno mantuvo su legitimidad ante las grandes potencias, recibiendo reconocimiento diplomático, préstamos extranjeros y acceso a ingresos fiscales y aduaneros.
Su legitimidad se vio seriamente cuestionada en 1917 por el movimiento gubernamental del Kuomintang (KMT) de Sun Yat-sen, con sede en Cantón. Su sucesor, Chiang Kai-shek, derrotó a los caudillos de Beiyang durante la Expedición del Norte entre 1926 y 1928, y derrocó a las facciones y al gobierno, unificando efectivamente el país en 1928. El Kuomintang procedió a instalar su Gobierno nacionalista en Nankín. El orden político de China se convirtió en un Estado de partido único, y el gobierno del Kuomintang posteriormente recibió reconocimiento internacional como el gobierno legítimo de China.

## Sistema político

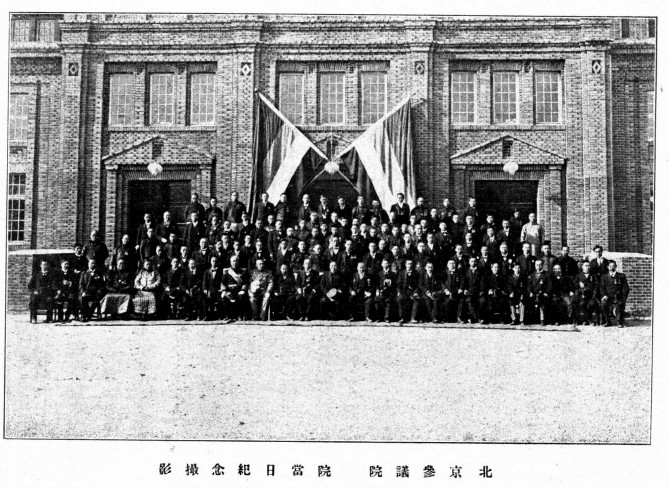
El primer Congreso de la República de China.

Según la Constitución provisional de la República de China redactada por el Senado provisional en febrero de 1912, la Asamblea Nacional (parlamento) eligió al presidente y al vicepresidente por períodos de cinco años y nombró a un primer ministro para elegir y dirigir el gabinete. Los ministros pertinentes tuvieron que refrendar decretos ejecutivos para que fueran vinculantes. Los ministerios más importantes fueron Ejército, Finanzas, Comunicaciones e Interior. La importancia del Ministerio de Marina disminuyó significativamente después de que la mayoría de sus barcos desertaron al Movimiento de Protección de la Constitución del Sur en 1917. El Ministerio de Comunicaciones también era responsable del transporte, el correo y el Banco de Comunicaciones y era la base de la influyente camarilla de comunicaciones. El Ministerio del Interior era responsable de la vigilancia y la seguridad, mientras que el Ministerio de Justicia, más débil, manejaba los asuntos judiciales y las prisiones. El Ministerio de Relaciones Exteriores contaba con un cuerpo diplomático de renombre con figuras como Wellington Koo. Debido a que los generales requerían sus habilidades, el Ministerio de Relaciones Exteriores recibió una independencia sustancial. El mayor logro del ministerio fue la devolución en 1922 de las concesiones alemanas en Shandong que fueron tomadas por Japón durante la Primera Guerra Mundial, lo que impulsó enormemente la reputación del gobierno. El Ministerio de Relaciones Exteriores negó con éxito al gobierno del Sur cualquier reconocimiento internacional hasta que el gobierno de Beiyang colapsó. China fue miembro fundador de la Liga de Naciones.
La asamblea fue bicameral con un senado que tenía mandatos de seis años divididos en dos clases y una cámara de representantes con mandatos de tres años. Los senadores fueron elegidos por las asambleas provinciales y los representantes fueron elegidos por un colegio electoral elegido por un sufragio público limitado. La tarea de la asamblea era redactar una constitución permanente, redactar leyes, aprobar el presupuesto y los tratados, ratificar el gabinete y acusar a los funcionarios corruptos. También se proporcionó un poder judicial independiente con un tribunal supremo. Los primeros códigos legales se basaron en la reforma del Código Legal de la Gran Qing para convertirlo en algo parecido al derecho civil alemán.
En realidad, estas instituciones se vieron socavadas por fuertes lazos personales y de facciones. En general, el gobierno era extremadamente corrupto, incompetente y tiránico. La mayor parte de los ingresos se gastó en las fuerzas militares de cualquier facción que estuviera actualmente en el poder. Las legislaturas de corta duración tuvieron camarillas y debates civiles, pero estuvieron sujetas a sobornos, renuncias forzadas o disolución total.
Durante la era de los señores de la guerra, el gobierno permaneció muy inestable, con siete jefes de Estado, cinco administraciones provisionales, 34 jefes de Gobierno, 25 gabinetes, cinco parlamentos y cuatro estatutos en el lapso de doce años. Estuvo cerca de la bancarrota varias veces donde un mero millón de dólares podría decidir el destino de la burocracia. Sus ingresos provenían principalmente de los ingresos aduaneros, préstamos externos y bonos del gobierno, ya que tenía dificultades para recaudar impuestos fuera de la capital, incluso si las regiones circundantes estaban controladas por señores de la guerra aliados. Después de la guerra de 1920 entre Zhili y Anhui, no se remitieron impuestos a Pekín fuera de la provincia de Chihli (Zhili).